# Fockrum
Ett Fockrum är en algebraisk struktur av central betydelse inom kvantmekanisk flerpartikelteori. Rummet består av alla möjligt flerpartikeltillstånd för ett system med varierande antal partiklar. Rummet spänns upp av Slaterdeterminanterna av en ortonormal bas av enpartikeltillstånd.